# Кабаков, Зотей Константинович
Зотей Константинович Кабаков (24 октября 1942, Серов, Свердловская область — 6 октября 2024) — советский и российский учёный, доктор технических наук, профессор. Работал профессором кафедры металлургии, машиностроения и технологического оборудования Череповецкого государственного университета.

## Биография
Родился 24 октября 1942 года в г. Серов, Свердловской области. Был женат, двое детей.
Учёба:
- 1961 — Серовский металлургический техникум по специальности «Электрометаллургия стали и ферросплавов», окончил с отличием.
- 1961—1962, 1965—1969 — Математико-механический факультет Уральского государственного университета им. А. М. Горького (УрГУ, г. Свердловск), специальность — математика, 1962—1965 — служба 3 года в Группе Советских войск в Германии в качестве оператора сталеплавильных индукционных печей,
- 1971—1974 — аспирантура при Всесоюзном научно-исследовательском институте металлургической теплотехники (ВНИИМТ, г. Свердловск).

## Научная деятельность
Основное научное направление: физико-химические процессы в металлургических машинах и агрегатах.
Член редколлегии рецензируемого журнала «Вестник ЧГУ» и ежегодного сборника трудов Международного научного семинара в рамках конференции «Череповецкие научные чтения». Эксперт Российского исследовательского центра экспертиз (ГУ РИНКЦЭ, г. Москва). Член диссертационного совета в ФГБОУ ВПО ЧГУ и действительный член Российской и Европейской Академий Естествознания.
Автор 9 изобретений.

## Преподавательская деятельность
С 1995 г. Кабаков З. К. работал в Череповецком государственном университете на должности профессора на кафедре металлургических технологий (1995—2013 гг.) и с 2013 г. на кафедре металлургии, машиностроения и технологического оборудования. Читал лекции по дисциплинам:
- Основы научных исследований,
- Курсовая научно-исследовательская работа студентов,
- Математическое моделирование металлургических процессов,
- Теория и технология разливки стали.

Руководил дипломными работами 82 выпускников по специальностям: металлургия чёрных металлов, прикладная математика, программное обеспечение вычислительных систем. Под его руководством разработано более 50 математических моделей, которые использованы в выпускных работах, кандидатских диссертациях и учебном процессе.
Умер 6 октября 2024 года в результате тяжёлой болезни в возрасте 81 года.

## Основные работы

### Диссертации
- 1974 г. — кандидатская диссертация «Теплотехническое исследование затвердевания и охлаждения листовых стальных слитков при непрерывной разливке».
- 1994 г. — докторская диссертация «Теплофизические основы и разработка устройств для магнитного и электрического воздействия для повышения качества металла при непрерывной разливке».

### Монографии
1. Самойлович Ю. А., Крулевецкий С. А., Горяинов В. А., Кабаков З. К. Тепловые процессы при непрерывном литье. М.: Металлургия, 1982, 152 с.
2. Кабаков З. К., Самойлович Ю. А., Чирихин В. Ф., Подорванов А. Г., Ширман Э. Р., Брыксин В. М. Применение электромагнитных воздействий для повышения качества металла и производительности машин непрерывного литья заготовок. — Череповец: ГОУ ВПО ЧГУ, 2008 г., 239 с.
3. Кабаков З. К., Кабаков П. З. Математическое моделирование процессов обработки жидкой стали вакуумом Изд. дом LAPLAMBERT Academic Publishing, 2013, с. 136. Веб-сайт: http://www.lap-publishing.com.
4. Габелая Д. И., Кабаков 3. К., Грибкова Ю. В. Теплофизические основы технологии непрерывной разливки стали. Издательство «Инфра-Инженерия», 2019, с. 400. ISBN 978-5-9729-0348-1

### Статьи
Автор 329 научных публикаций, в том числе 27 на иностранных языках, в различных журналах и сборниках трудов конференций и НИИ, в том числе: Сталь, Металлург, Известия ВУЗов.Чёрная металлургия, Известия АН СССР — Металлы, Металловедение и термическая обработка, Теплофизика высоких температур, Инженерно-физический журнал, Магнитная гидродинамика, Технология лёгких сплавов, Цветные металлы, Высшее образование в России, Фундаментальные исследования, Современные наукоёмкие технологии, Производство проката, Journal of Engineering Physics, Metal Science and Heat Treatment, Russian metallurgy. Metally, Magnetohydrodynamics, International Journal Of Applied And Fundamental Research. Результаты исследований обобщены в трёх монографиях.

### Основные публикации за 1991—2013 гг.
1. Niskovskikh, V.M., Smirnov, A.A., Ryabov, V.V., Klak, V.P., Larin A.V., Dorofeev V.G. Conductive electromagnetic stirring of steel during slab casting/Stal, 1991, № 12, pp. 21–24.
2. Kabakov P.Z., Kuznetsov L.V. Vacuum treatment of steel in ladle/ Steel in Translation. 2007. T.37.№ 3. с.202-204
3. Цюрко В. И., Кабаков З. К. Адаптивный алгоритм управления установкой ускоренного охлаждения горячей полосы/ Производство проката. — 2011. — № 10. — с.42-45
4. Кабаков З. К., Пахолкова М. А. Сокращение потерь тепла металла в сталеразливочном ковше/ Металлург, 2012, № 9, с.51-53.
5. Кабаков З. К., Мазина И. Ю., Окунева Т. А. Тестирование численного решения задачи затвердевания плоской заготовки на горизонтальной установке непрерывной разливки/ Изв. вузов. Чёрная металлургия. — 2013. — № 12. — С.37-40.
6. Кабаков З. К., Пахолкова М. А. Роль шлака при охлаждении металла в сталеразливочном ковше/ Изв. вузов. Чёрная металлургия. — 2013. — № 4. — С.18-21.
7. Kabakov Zotey, Mazina Irina. METHOD OF SUBSTANTIATION OF TECHNOLOGICAL PARAMETERS OF HORIZONTAL CASTER FOR CONTINUOUS CASTING OF SMALL BILLET WITH ELECTROMAGNETIC LEVITATION OF THE LIQUID METAL STREAM International Journal Of Applied And Fundamental Research. — 2013. — № 2 — URL: www.science-sd.com/455-24248 (09.12.2013)
8. Kabakov Z.K., Pavzderin A.I., Kozlov G.S. RESEARCH OF STEEL HARDENING DYNEMICS OF Fe-C SYSTEM AT 0 % < C ≤ 0,5 % International Journal Of Applied And Fundamental Research. — 2013. — № 2 — URL: www.science-sd.com/455-24445 (09.12.2013)
9. Kabakov Zotey, Gabelaya David CALCULATION OF THE ANGULAR COEFFICIENT OF THERMAL RADIATION FROM THE SURFACE OF CONTINUOUS CASTING BILLET ONTO THE SUPPORT ROLLERS WITH THE SCREENING EFFECT OF ADJACENT ROLLERS International Journal Of Applied And Fundamental Research. — 2013. — № 2 — URL: www.science-sd.com/455-24249 (09.12.2013).

### Учебные пособия
1. Кабаков З. К. Моделирование сталеплавильных процессов. Учебно-методическое пособие к выполнению лабораторных работ. Специальность 11.01-металлургия чёрных металлов. - Череповец: ЧГУ, 1999. - 25 с.
2. Кабаков З. К. Моделирование и оптимизация технологических систем Учеб.-мет. пос. к выполнению лабораторных работ. Специальность 11.06 - обработка давлением (веч. форма обучения). Череповец: ЧГУ,1999. - 25 с.
3. Кабаков З. К. Габелая Д. И. Основы научных исследований Учеб.-метод. пос. к решению практических заданий. Специальность 110100 — металлургия чёрных металлов. — Череповец: ЧГУ, 2002. — 67 с.
4. Кабаков З. К., Чирихин В. Ф. Габелая Д. И. Моделирование процессов и объектов в металлургии. Учеб.-метод. пос. к решению практич. заданий. Специальности: 110100 — металлургия чёрных металлов; 110600 — обработка металлов давлением. — Череповец: ЧГУ, 2002, 67 с.
5. Кабаков З. К. Теория и технология разливки стали. Учеб.-метод. пос. к практич. занятиям. Специальности: 110100 — металлургия чёрных металлов.- Череповец: ЧГУ, 2005, 89 с.
6. Кабаков З. К., Габелая Д. И., Окунева Т. А. Теория и технология разливки стали. Часть 1. Лабораторный практикум. Часть 1, специальность: 150101. Череповец, ЧГУ, 2006, 36 с.
7. Кабаков З. К., Окунева Т. А., Габелая Д. И. Теория и технология разливки стали. Часть 2. Лабораторный практикум. Ч. 2: Учеб.-метод. пос. — Череповец: ГОУ ВПО ЧГУ, 2007. — 37 с.
8. Кабаков З. К., Пахолкова М. А. Теория и технология разливки стали. Расчёт основных параметров машины непрерывного литья заготовок: Метод. указ. к выполнению расчетно-графической работы. Учеб.-метод. пос. — Череповец: ГОУ ВПО ЧГУ, 2006. — 32 с.
9. Кабаков З. К., Пахолкова М. А. Технология математического моделирования металлургических процессов. Курс лекций: Учеб. пос. — Череповец: ЧГУ, 2012. — 132 с. — ISBN 978-5-85341-503-4.
10. Кабаков З. К., Мазина И. Ю., Пахолкова М. А. Тестирование компьютерных моделей процессов теплопроводности и затвердевания. Учеб. пос. — Череповец: ЧГУ, 2013. — 75 с. — ISBN 978-5-85341-531-7.
11. Сумин С. Н., Кабаков З. К. Теория и технология производства стали. Расчёты термодинамических параметров раскисления стали. УМП к выполнению курсовой работы Череповец: ФГБОУ ВПО ЧГУ, 2013. — 29 с.

## Награды
- Медаль «20 лет со дня Победы в Великой Отечественной войне», 1965 г.
- Почётная грамота Министерства образования РФ, 2000 г.
- Почётное звание «Почётный работник высшего профессионального образования РФ», 2010 г.
- Почётное звание «Академик РАЕ», 1999 г.
- Почётное звание «Академик Европейской Академии Естествознания», 2005 г.
- Почётное звание «Основатель научной школы „Моделирование физико-химических процессов в металлургии“», 2009 г.
- Почётное звание РАЕ «Заслуженный деятель науки и образования», 2010 г.